# WikiIndex
WikiIndex е уики проект, създаден от Рей Кинг и Джон Стантън през юни 2005 г. Той има за цел да документира всички налични уикита в интернет. Стартира онлайн на 23 януари 2006 г. През 2014 г. съдържа информация за над 20 000 уикита, категоризирани по размер, активност, език, и предмет на дейност. Използва безплатния уики софтуер с отворен код „МедияУики“.

## История
През юни 2005 г. Рей Кинг и Джон Стантън решават да създадат сайт, който да проследява уики страници. През октомври 2005 г. в Сан Диего се състои конференцията WikiSym, на която Рей и Джон обединяват усилията си с MarkDilley, който има много по-изчерпателен азбучен уики списък от над 1000 уикита, наречен SwitchWiki. Тримата решават да обединят усилията си. Марк е работил върху SwitchWiki от 2003 г., и е документирал идеите си в MeatballWiki:OneBigWiki и WikiNodes Wiki:ProgressionofWikiOrganization. Те очакват уикитата да бъдат по-изчерпателни и да се възползват напълно от уики технологията. Джон преработва и разширява данните от двата сайта, за да създаде оригиналния уики набор от данни през януари 2006 г.
През 2006 г. около WikiIndex се формира уики общност, която значително разширява броя на уикита и подобрява оригиналния формат. Към ноември 2006 г. броят на статиите е 3195. Специализираните доброволци на WikiIndex със статут на системен оператор са: Рей Кинг, Марк Дили, Джон Стантън, Тед Ернст, Дейвид Кери, Матис Манзел и Шон Фенел.
През януари 2007 г. адресът сайта WikiIndex.com се премества на WikiIndex.org, променя хостинга от 1and1.com на DreamHost и използва версия MediaWiki 1.8.2. През март 2007 г. DreamHost е с повреден сървър и не успява да възстанови WikiIndex, както и много други сайтове. WikiIndex е върнат на хостинга 1and1.com и използва версия MediaWiki 1.9.3. През юли 2007 г. е премахнат споделеният хостинг акаунт и WikiIndex е преместен на специален сървър, все още на 1and1.com. Използвана е версия MediaWiki 1.10.1.